# Micrapate leechi
Micrapate leechi là một loài bọ cánh cứng trong họ Bostrichidae. Loài này được Vrydagh miêu tả khoa học năm 1960.